# Wuhanlinigobius
A Wuhanlinigobius a sugarasúszójú halak (Actinopterygii) osztályának sügéralakúak (Perciformes) rendjébe, ezen belül a gébfélék (Gobiidae) családjába tartozó nem.
Még nincs alcsaládba sorolva.

## Rendszerezés
A nembe az alábbi 2 faj tartozik:
- Wuhanlinigobius malayensis Huang, Zeehan & Chen, 2013
- Wuhanlinigobius polylepis (Wu & Ni, 1985) - típusfaj